# Etienne Van der Vieren
Etienne Van der Vieren (Anvers, 17 de setembre de 1943) va ser un ciclista belga, que va competir com amateur. Va guanyar una medalla de plata al Campionat del món de mig fons de 1965, per darrere del balear Miquel Mas.

## Palmarès
- 1965
  -  Campió de Bèlgica amateur en mig fons
- 1966
  -  Campió de Bèlgica amateur en mig fons